# Санта Марија Аконе (Фиренца)
Санта Марија Аконе је насеље у Италији у округу Фиренца, региону Тоскана.
Према процени из 2011. у насељу је живело 24 становника. Насеље се налази на надморској висини од 295 м.